# Nova Cruz (kommun)
Nova Cruz är en kommun i Brasilien.   Den ligger i delstaten Rio Grande do Norte, i den östra delen av landet, 1 700 km nordost om huvudstaden Brasília. Antalet invånare är 35 541. Arean är 278 kvadratkilometer.
Terrängen i Nova Cruz är platt.
Följande samhällen finns i Nova Cruz:
- Nova Cruz

Omgivningarna runt Nova Cruz är huvudsakligen savann. Runt Nova Cruz är det ganska tätbefolkat, med 62 invånare per kvadratkilometer.